# Bagnomaria

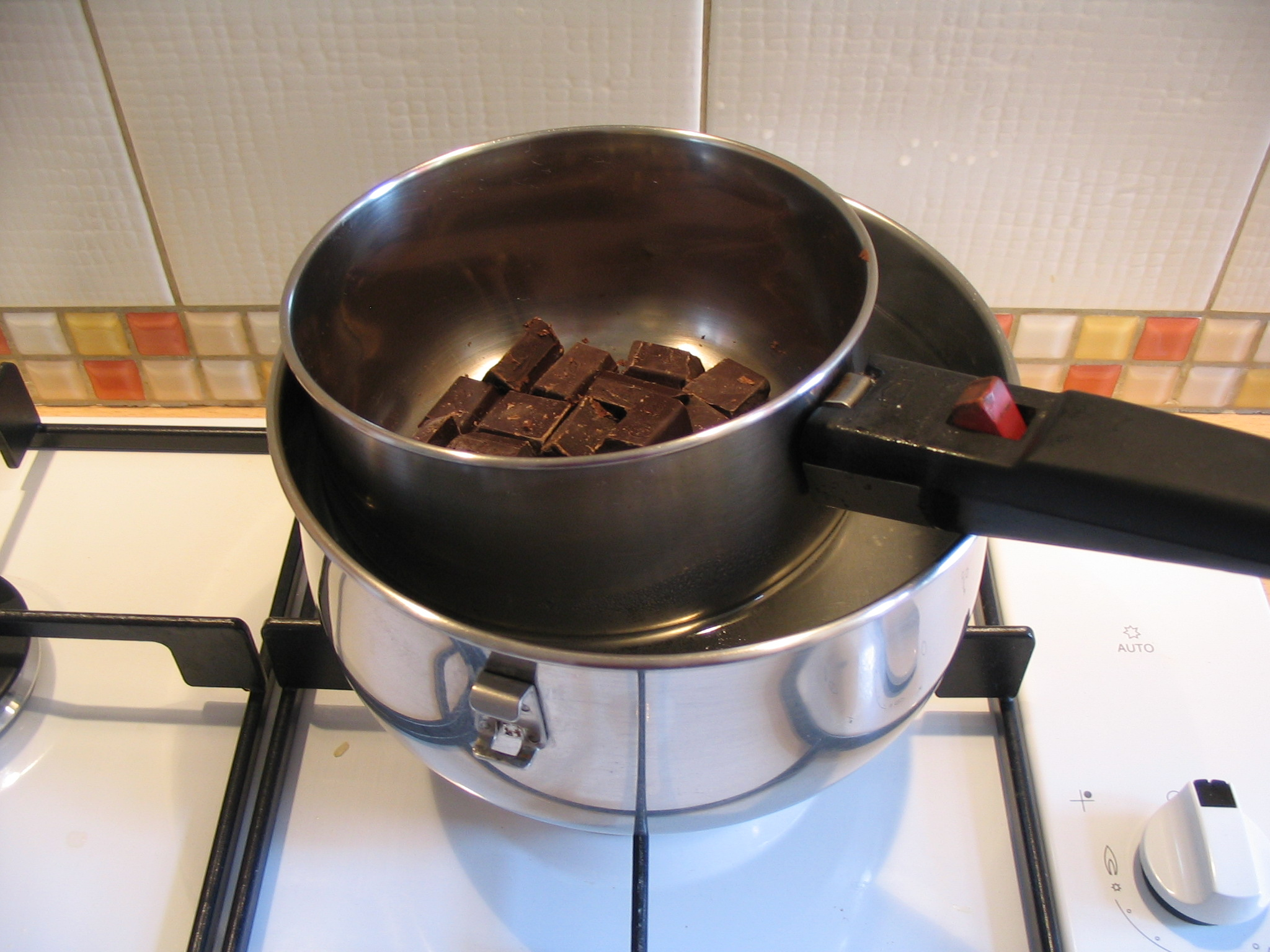
Utilizzo del bagnomaria per fondere del cioccolato.

Il bagnomaria è un sistema per riscaldare, cuocere o distillare indirettamente, con lo scopo di avere un maggior controllo sui risultati quando si trattano ingredienti particolarmente delicati.

## Storia
Sull'invenzione del sistema ci sono versioni discordanti: alcuni la attribuiscono a un'alchimista dell'antichità, Miriam, sorella di Mosè e Aronne, altri a un'alchimista vissuta nei territori dell'Impero Romano orientale, Maria la Giudea, sull'esistenza della quale non c'è accordo.
La prima menzione di quest'ultima versione è di Zosimo di Panopoli, autore nel IV secolo dei più antichi testi conosciuti sull'alchimia. Si dice che Maria la Giudea abbia sperimentato il metodo del bagno in acqua (Balneum Mariae in latino medievale) per imitare le condizioni naturali e riscaldare lentamente miscele di varie sostanze (elisir) e produrre in questo modo oro o altri metalli preziosi.

## Descrizione
Per preparare un bagnomaria, si prepara anzitutto il composto da sottoporre al trattamento all'interno di una vaschetta. Quindi si riempie di acqua un altro recipiente di forma e dimensioni adatte a contenere il primo recipiente in modo agevole e sicuro. Si mette il primo dentro il secondo e quest'ultimo sul fuoco o direttamente in forno.
In ogni caso, il calore mantiene calda l'acqua e a partire da questa il calore si trasferisce lentamente al composto, in modo delicato e ben controllabile. La tecnica richiede tempi lunghi, ma è molto usata in pasticceria. Consente, infatti, di avere un maggior controllo sul grado di cottura di alcuni composti che altrimenti patirebbero degli sbalzi di calore violenti, come alcuni a base di uova, miele, zucchero.